# Challenger Mountains
Challenger Mountains är en bergskedja i Kanada.   Den ligger i territoriet Nunavut, i den nordöstra delen av landet, 4 100 km norr om huvudstaden Ottawa. Arean är 15 000 kvadratkilometer.
Trakten runt Challenger Mountains är permanent täckt av is och snö. Trakten runt Challenger Mountains är nära nog obefolkad, med mindre än två invånare per kvadratkilometer.